# Плей-оф Кубка Стенлі 1988
Плей-оф Кубка Стенлі 1988 — стартував після регулярного чемпіонату 6 квітня та фінішував 26 травня 1988.

## Учасники плей-оф

### Конференція Принца Уельського

#### Дивізіон Адамса
1. Монреаль Канадієнс, чемпіон дивізіону Адамса, Конференції Принца Уельського – 103 очка
2. Бостон Брюїнс – 94 очка
3. Баффало Сейбрс – 85 очок
4. Гартфорд Вейлерс – 77 очок

#### Дивізіон Патрик
1. Нью-Йорк Айлендерс, чемпіон дивізіону Патрика – 88 очок
2. Вашингтон Кепіталс – 85 очок (38 перемог, 9 очок в матчах проти Філадельфії)
3. Філадельфія Флайєрс – 85 очок (38 перемог, 5 очок в матчах проти Вашингтона)
4. Нью-Джерсі Девілс – 82 очка

### Конференція Кларенса Кемпбела

#### Дивізіон Норріса
1. Детройт Ред Вінгз, чемпіон дивізіону Норріса – 93 очка
2. Сент-Луїс Блюз – 76 очок
3. Чикаго Блекгокс – 69 очок
4. Торонто Мейпл-Ліфс – 52 очка

#### Дивізіон Смайт
1. Калгарі Флеймс, чемпіон дивізіону Смайт, Конференції Кларенса Кемпбела, Кубок Президента – 105 очок
2. Едмонтон Ойлерс – 99 очок
3. Вінніпег Джетс – 77 очок
4. Лос-Анджелес Кінгс – 68 очок

## Плей-оф
|  | 1/8 фіналу | 1/8 фіналу                            | 1/8 фіналу |   |               | Чвертьфінали | Чвертьфінали | Чвертьфінали |                    |                    | Півфінали           | Півфінали           | Півфінали           |  |  | Фінал Кубка Стенлі | Фінал Кубка Стенлі | Фінал Кубка Стенлі |
|  |            |                                       |            |   |               |              |              |              |                    |                    |                     |                     |                     |  |  |                    |                    |                    |
|  | 1          | Монреаль                              | 4          |   |               | A1           | Монреаль     | 1            |                    |                    |                     |                     |                     |  |  |                    |                    |                    |
|  | 8          | Гартфорд                              | 2          |   |               | A2           | Бостон       | 4            |                    |                    |                     |                     |                     |  |  |                    |                    |                    |
|  |            |                                       |            |   |               |              |              |              |                    |                    |                     |                     |                     |  |  |                    |                    |                    |
|  | 2          | Бостон                                | 4          |   |               |              |              |              | Східна конференція | Східна конференція | Східна конференція  | Східна конференція  | Східна конференція  |  |  |                    |                    |                    |
|  | 2          | Бостон                                | 4          |   |               |              |              |              | Східна конференція | Східна конференція | Східна конференція  | Східна конференція  | Східна конференція  |  |  |                    |                    |                    |
|  | 7          | Баффало                               | 2          |   |               |              |              |              |                    |                    |                     |                     |                     |  |  |                    |                    |                    |
|  | 7          | Баффало                               | 2          |   |               |              |              |              |                    | A2                 | Бостон              | 4                   |                     |  |  |                    |                    |                    |
|  |            |                                       |            |   |               |              |              |              |                    | A2                 | Бостон              | 4                   |                     |  |  |                    |                    |                    |
|  |            | P4                                    | Нью-Джерсі | 3 |               |              |              |              |                    |                    |                     |                     |                     |  |  |                    |                    |                    |
|  | 3          | P4                                    | Нью-Джерсі | 3 | Н-Й Айлендерс | 2            |              |              |                    |                    |                     |                     |                     |  |  |                    |                    |                    |
|  | 3          |                                       |            |   | Н-Й Айлендерс | 2            |              |              |                    |                    |                     |                     |                     |  |  |                    |                    |                    |
|  | 6          | Нью-Джерсі                            | 4          |   |               |              |              |              |                    |                    |                     |                     |                     |  |  |                    |                    |                    |
|  | 6          | Нью-Джерсі                            | 4          |   |               |              |              |              |                    |                    |                     |                     |                     |  |  |                    |                    |                    |
|  |            |                                       |            |   |               |              |              |              |                    |                    |                     |                     |                     |  |  |                    |                    |                    |
|  |            |                                       |            |   |               |              |              |              |                    |                    |                     |                     |                     |  |  |                    |                    |                    |
|  | 4          | Вашингтон                             | 4          |   | P4            | Нью-Джерсі   | 4            |              |                    |                    |                     |                     |                     |  |  |                    |                    |                    |
|  | 4          | Вашингтон                             | 4          |   | P4            | Нью-Джерсі   | 4            |              |                    |                    |                     |                     |                     |  |  |                    |                    |                    |
|  | 5          | Філадельфія                           | 3          |   |               | P2           | Вашингтон    | 3            |                    |                    |                     |                     |                     |  |  |                    |                    |                    |
|  | 5          | Філадельфія                           | 3          |   |               |              |              |              |                    | A2                 | Бостон              | 0                   |                     |  |  |                    |                    |                    |
|  |            | (Пари пересіяні після першого раунду) |            |   |               |              |              |              |                    | A2                 | Бостон              | 0                   |                     |  |  |                    |                    |                    |
|  |            | S2                                    | Едмонтон   | 4 |               |              |              |              |                    |                    |                     |                     |                     |  |  |                    |                    |                    |
|  | 1          | S2                                    | Едмонтон   | 4 | Детройт       | 4            |              |              | N1                 | Детройт            | 4                   |                     |                     |  |  |                    |                    |                    |
|  | 1          |                                       |            |   | Детройт       | 4            |              |              | N1                 | Детройт            | 4                   |                     |                     |  |  |                    |                    |                    |
|  | 8          | Торонто                               | 2          |   |               | N2           | Сент-Луїс    | 1            |                    |                    |                     |                     |                     |  |  |                    |                    |                    |
|  | 8          | Торонто                               | 2          |   |               | N2           | Сент-Луїс    | 1            |                    |                    |                     |                     |                     |  |  |                    |                    |                    |
|  |            |                                       |            |   |               |              |              |              |                    |                    |                     |                     |                     |  |  |                    |                    |                    |
|  | 2          | Сент-Луїс                             | 4          |   |               |              |              |              |                    |                    |                     |                     |                     |  |  |                    |                    |                    |
|  | 2          | Сент-Луїс                             | 4          |   |               |              |              |              |                    |                    |                     |                     |                     |  |  |                    |                    |                    |
|  | 7          | Чикаго                                | 1          |   |               |              |              |              |                    |                    |                     |                     |                     |  |  |                    |                    |                    |
|  | 7          | Чикаго                                | 1          |   |               |              |              |              | N1                 | Детройт            | 1                   |                     |                     |  |  |                    |                    |                    |
|  |            |                                       |            |   |               |              |              |              | N1                 | Детройт            | 1                   |                     |                     |  |  |                    |                    |                    |
|  |            | S2                                    | Едмонтон   | 4 |               |              |              |              |                    |                    |                     |                     |                     |  |  |                    |                    |                    |
|  | 3          | S2                                    | Едмонтон   | 4 | Калгарі       | 4            |              |              |                    |                    |                     |                     |                     |  |  |                    |                    |                    |
|  | 3          |                                       |            |   | Калгарі       | 4            |              |              |                    |                    |                     |                     |                     |  |  |                    |                    |                    |
|  | 6          | Лос-Анджелес                          | 1          |   |               |              |              |              |                    |                    | Західна конференція | Західна конференція | Західна конференція |  |  |                    |                    |                    |
|  | 6          | Лос-Анджелес                          | 1          |   |               |              |              |              |                    |                    | Західна конференція | Західна конференція | Західна конференція |  |  |                    |                    |                    |
|  |            |                                       |            |   |               |              |              |              |                    |                    |                     |                     |                     |  |  |                    |                    |                    |
|  | 4          | Едмонтон                              | 4          |   | S1            | Калгарі      | 0            |              |                    |                    |                     |                     |                     |  |  |                    |                    |                    |
|  | 4          | Едмонтон                              | 4          |   | S1            | Калгарі      | 0            |              |                    |                    |                     |                     |                     |  |  |                    |                    |                    |
|  | 5          | Вінніпег                              | 1          |   |               | S2           | Едмонтон     | 4            |                    |                    |                     |                     |                     |  |  |                    |                    |                    |

### 1/8 фіналу
Конференція Принца Уельського
| Бостон Брюїнс та Баффало Сейбрс | Бостон Брюїнс та Баффало Сейбрс | Бостон Брюїнс та Баффало Сейбрс | Бостон Брюїнс та Баффало Сейбрс | Бостон Брюїнс та Баффало Сейбрс | Бостон Брюїнс та Баффало Сейбрс | Бостон Брюїнс та Баффало Сейбрс |
| Дата                            | Господарі                       | Господарі                       | Гості                           | Гості                           | Примітки                        |                                 |
| ------------------------------- | ------------------------------- | ------------------------------- | ------------------------------- | ------------------------------- | ------------------------------- | ------------------------------- |
| 6 квітня                        | Баффало                         | 3                               | 7                               | Бостон                          |                                 |                                 |
| 7 квітня                        | Баффало                         | 1                               | 4                               | Бостон                          |                                 |                                 |
| 9 квітня                        | Бостон                          | 2                               | 6                               | Баффало                         |                                 |                                 |
| 10 квітня                       | Бостон                          | 5                               | 6                               | Баффало                         | OT                              |                                 |
| 12 квітня                       | Баффало                         | 4                               | 5                               | Бостон                          |                                 |                                 |
| 14 квітня                       | Бостон                          | 5                               | 2                               | Баффало                         |                                 |                                 |
| Бостон виграв серію 4:2.        |                                 |                                 |                                 |                                 |                                 |                                 |

| Монреаль Канадієнс та Гартфорд Вейлерс | Монреаль Канадієнс та Гартфорд Вейлерс | Монреаль Канадієнс та Гартфорд Вейлерс | Монреаль Канадієнс та Гартфорд Вейлерс | Монреаль Канадієнс та Гартфорд Вейлерс | Монреаль Канадієнс та Гартфорд Вейлерс | Монреаль Канадієнс та Гартфорд Вейлерс |
| Дата                                   | Господарі                              | Господарі                              | Гості                                  | Гості                                  | Примітки                               |                                        |
| -------------------------------------- | -------------------------------------- | -------------------------------------- | -------------------------------------- | -------------------------------------- | -------------------------------------- | -------------------------------------- |
| 6 квітня                               | Гартфорд                               | 3                                      | 4                                      | Монреаль                               |                                        |                                        |
| 7 квітня                               | Гартфорд                               | 3                                      | 7                                      | Монреаль                               |                                        |                                        |
| 9 квітня                               | Монреаль                               | 4                                      | 3                                      | Гартфорд                               |                                        |                                        |
| 10 квітня                              | Монреаль                               | 5                                      | 7                                      | Гартфорд                               |                                        |                                        |
| 12 квітня                              | Гартфорд                               | 5                                      | 3                                      | Монреаль                               |                                        |                                        |
| 14 квітня                              | Монреаль                               | 4                                      | 2                                      | Гартфорд                               |                                        |                                        |
| Монреаль виграв серію 4:2.             |                                        |                                        |                                        |                                        |                                        |                                        |

| Вашингтон Кепіталс та Філадельфія Флайєрс | Вашингтон Кепіталс та Філадельфія Флайєрс | Вашингтон Кепіталс та Філадельфія Флайєрс | Вашингтон Кепіталс та Філадельфія Флайєрс | Вашингтон Кепіталс та Філадельфія Флайєрс | Вашингтон Кепіталс та Філадельфія Флайєрс | Вашингтон Кепіталс та Філадельфія Флайєрс |
| Дата                                      | Господарі                                 | Господарі                                 | Гості                                     | Гості                                     | Примітки                                  |                                           |
| ----------------------------------------- | ----------------------------------------- | ----------------------------------------- | ----------------------------------------- | ----------------------------------------- | ----------------------------------------- | ----------------------------------------- |
| 6 квітня                                  | Філадельфія                               | 4                                         | 2                                         | Вашингтон                                 |                                           |                                           |
| 7 квітня                                  | Філадельфія                               | 4                                         | 5                                         | Вашингтон                                 |                                           |                                           |
| 9 квітня                                  | Вашингтон                                 | 3                                         | 4                                         | Філадельфія                               |                                           |                                           |
| 10 квітня                                 | Вашингтон                                 | 4                                         | 5                                         | Філадельфія                               | OT                                        |                                           |
| 12 квітня                                 | Філадельфія                               | 2                                         | 5                                         | Вашингтон                                 |                                           |                                           |
| 14 квітня                                 | Вашингтон                                 | 7                                         | 2                                         | Філадельфія                               |                                           |                                           |
| 16 квітня                                 | Філадельфія                               | 4                                         | 5                                         | Вашингтон                                 | OT                                        |                                           |
| Вашингтон виграв серію 4:3.               |                                           |                                           |                                           |                                           |                                           |                                           |

| Нью-Йорк Айлендерс та Нью-Джерсі Девілс | Нью-Йорк Айлендерс та Нью-Джерсі Девілс | Нью-Йорк Айлендерс та Нью-Джерсі Девілс | Нью-Йорк Айлендерс та Нью-Джерсі Девілс | Нью-Йорк Айлендерс та Нью-Джерсі Девілс | Нью-Йорк Айлендерс та Нью-Джерсі Девілс | Нью-Йорк Айлендерс та Нью-Джерсі Девілс |
| Дата                                    | Господарі                               | Господарі                               | Гості                                   | Гості                                   | Примітки                                |                                         |
| --------------------------------------- | --------------------------------------- | --------------------------------------- | --------------------------------------- | --------------------------------------- | --------------------------------------- | --------------------------------------- |
| 6 квітня                                | Нью-Джерсі                              | 4                                       | 3                                       | Н-Й Айлендерс                           | OT                                      |                                         |
| 7 квітня                                | Нью-Джерсі                              | 2                                       | 3                                       | Н-Й Айлендерс                           |                                         |                                         |
| 9 квітня                                | Н-Й Айлендерс                           | 0                                       | 3                                       | Нью-Джерсі                              |                                         |                                         |
| 10 квітня                               | Н-Й Айлендерс                           | 5                                       | 4                                       | Нью-Джерсі                              | OT                                      |                                         |
| 12 квітня                               | Нью-Джерсі                              | 4                                       | 2                                       | Н-Й Айлендерс                           |                                         |                                         |
| 14 квітня                               | Н-Й Айлендерс                           | 5                                       | 6                                       | Нью-Джерсі                              |                                         |                                         |
| Нью-Джерсі виграв серію 4:2.            |                                         |                                         |                                         |                                         |                                         |                                         |

Конференція Кларенса Кемпбела
| Сент-Луїс Блюз та Чикаго Блекгокс | Сент-Луїс Блюз та Чикаго Блекгокс | Сент-Луїс Блюз та Чикаго Блекгокс | Сент-Луїс Блюз та Чикаго Блекгокс | Сент-Луїс Блюз та Чикаго Блекгокс | Сент-Луїс Блюз та Чикаго Блекгокс | Сент-Луїс Блюз та Чикаго Блекгокс |
| Дата                              | Господарі                         | Господарі                         | Гості                             | Гості                             | Примітки                          |                                   |
| --------------------------------- | --------------------------------- | --------------------------------- | --------------------------------- | --------------------------------- | --------------------------------- | --------------------------------- |
| 7 квітня                          | Чикаго                            | 1                                 | 5                                 | Сент-Луїс                         |                                   |                                   |
| 8 квітня                          | Чикаго                            | 2                                 | 3                                 | Сент-Луїс                         |                                   |                                   |
| 9 квітня                          | Сент-Луїс                         | 3                                 | 6                                 | Чикаго                            |                                   |                                   |
| 10 квітня                         | Сент-Луїс                         | 3                                 | 1                                 | Чикаго                            |                                   |                                   |
| 12 квітня                         | Чикаго                            | 3                                 | 4                                 | Сент-Луїс                         |                                   |                                   |
| Сент-Луїс виграв серію 4:1.       |                                   |                                   |                                   |                                   |                                   |                                   |

| Детройт Ред-Вінгс та Торонто Мейпл-Ліфс | Детройт Ред-Вінгс та Торонто Мейпл-Ліфс | Детройт Ред-Вінгс та Торонто Мейпл-Ліфс | Детройт Ред-Вінгс та Торонто Мейпл-Ліфс | Детройт Ред-Вінгс та Торонто Мейпл-Ліфс | Детройт Ред-Вінгс та Торонто Мейпл-Ліфс | Детройт Ред-Вінгс та Торонто Мейпл-Ліфс |
| Дата                                    | Господарі                               | Господарі                               | Гості                                   | Гості                                   | Примітки                                |                                         |
| --------------------------------------- | --------------------------------------- | --------------------------------------- | --------------------------------------- | --------------------------------------- | --------------------------------------- | --------------------------------------- |
| 6 квітня                                | Торонто                                 | 6                                       | 2                                       | Детройт                                 |                                         |                                         |
| 7 квітня                                | Торонто                                 | 2                                       | 6                                       | Детройт                                 |                                         |                                         |
| 9 квітня                                | Детройт                                 | 6                                       | 3                                       | Торонто                                 |                                         |                                         |
| 10 квітня                               | Детройт                                 | 8                                       | 0                                       | Торонто                                 |                                         |                                         |
| 12 квітня                               | Торонто                                 | 6                                       | 5                                       | Детройт                                 | OT                                      |                                         |
| 14 квітня                               | Детройт                                 | 5                                       | 3                                       | Торонто                                 |                                         |                                         |
| Детройт виграв серію 4:2.               |                                         |                                         |                                         |                                         |                                         |                                         |

| Едмонтон Ойлерс та Вінніпег Джетс | Едмонтон Ойлерс та Вінніпег Джетс | Едмонтон Ойлерс та Вінніпег Джетс | Едмонтон Ойлерс та Вінніпег Джетс | Едмонтон Ойлерс та Вінніпег Джетс | Едмонтон Ойлерс та Вінніпег Джетс | Едмонтон Ойлерс та Вінніпег Джетс |
| Дата                              | Господарі                         | Господарі                         | Гості                             | Гості                             | Примітки                          |                                   |
| --------------------------------- | --------------------------------- | --------------------------------- | --------------------------------- | --------------------------------- | --------------------------------- | --------------------------------- |
| 6 квітня                          | Вінніпег                          | 4                                 | 7                                 | Едмонтон                          |                                   |                                   |
| 7 квітня                          | Вінніпег                          | 2                                 | 3                                 | Едмонтон                          |                                   |                                   |
| 9 квітня                          | Едмонтон                          | 4                                 | 6                                 | Вінніпег                          |                                   |                                   |
| 10 квітня                         | Едмонтон                          | 5                                 | 3                                 | Вінніпег                          |                                   |                                   |
| 12 квітня                         | Вінніпег                          | 2                                 | 6                                 | Едмонтон                          |                                   |                                   |
| Едмонтон виграв серію 4:1.        |                                   |                                   |                                   |                                   |                                   |                                   |

| Калгарі Флеймс та Лос-Анджелес Кінгс | Калгарі Флеймс та Лос-Анджелес Кінгс | Калгарі Флеймс та Лос-Анджелес Кінгс | Калгарі Флеймс та Лос-Анджелес Кінгс | Калгарі Флеймс та Лос-Анджелес Кінгс | Калгарі Флеймс та Лос-Анджелес Кінгс | Калгарі Флеймс та Лос-Анджелес Кінгс |
| Дата                                 | Господарі                            | Господарі                            | Гості                                | Гості                                | Примітки                             |                                      |
| ------------------------------------ | ------------------------------------ | ------------------------------------ | ------------------------------------ | ------------------------------------ | ------------------------------------ | ------------------------------------ |
| 6 квітня                             | Лос-Анджелес                         | 2                                    | 9                                    | Калгарі                              |                                      |                                      |
| 7 квітня                             | Лос-Анджелес                         | 4                                    | 6                                    | Калгарі                              |                                      |                                      |
| 9 квітня                             | Калгарі                              | 2                                    | 5                                    | Лос-Анджелес                         |                                      |                                      |
| 10 квітня                            | Калгарі                              | 7                                    | 3                                    | Лос-Анджелес                         |                                      |                                      |
| 12 квітня                            | Лос-Анджелес                         | 4                                    | 6                                    | Калгарі                              |                                      |                                      |
| Калгарі виграв серію 4:1.            |                                      |                                      |                                      |                                      |                                      |                                      |

### Чвертьфінали
Конференція Принца Уельського
| Монреаль Канадієнс та Бостон Брюїнс | Монреаль Канадієнс та Бостон Брюїнс | Монреаль Канадієнс та Бостон Брюїнс | Монреаль Канадієнс та Бостон Брюїнс | Монреаль Канадієнс та Бостон Брюїнс | Монреаль Канадієнс та Бостон Брюїнс | Монреаль Канадієнс та Бостон Брюїнс |
| Дата                                | Господарі                           | Господарі                           | Гості                               | Гості                               | Примітки                            |                                     |
| ----------------------------------- | ----------------------------------- | ----------------------------------- | ----------------------------------- | ----------------------------------- | ----------------------------------- | ----------------------------------- |
| 18 квітня                           | Бостон                              | 1                                   | 5                                   | Монреаль                            |                                     |                                     |
| 20 квітня                           | Бостон                              | 4                                   | 3                                   | Монреаль                            |                                     |                                     |
| 22 квітня                           | Монреаль                            | 1                                   | 3                                   | Бостон                              |                                     |                                     |
| 24 квітня                           | Монреаль                            | 0                                   | 2                                   | Бостон                              |                                     |                                     |
| 26 квітня                           | Бостон                              | 4                                   | 1                                   | Монреаль                            |                                     |                                     |
| Бостон виграв серію 4:1.            |                                     |                                     |                                     |                                     |                                     |                                     |

| Вашингтон Кепіталс та Нью-Джерсі Девілс | Вашингтон Кепіталс та Нью-Джерсі Девілс | Вашингтон Кепіталс та Нью-Джерсі Девілс | Вашингтон Кепіталс та Нью-Джерсі Девілс | Вашингтон Кепіталс та Нью-Джерсі Девілс | Вашингтон Кепіталс та Нью-Джерсі Девілс | Вашингтон Кепіталс та Нью-Джерсі Девілс |
| Дата                                    | Господарі                               | Господарі                               | Гості                                   | Гості                                   | Примітки                                |                                         |
| --------------------------------------- | --------------------------------------- | --------------------------------------- | --------------------------------------- | --------------------------------------- | --------------------------------------- | --------------------------------------- |
| 18 квітня                               | Нью-Джерсі                              | 1                                       | 3                                       | Вашингтон                               |                                         |                                         |
| 20 квітня                               | Нью-Джерсі                              | 5                                       | 2                                       | Вашингтон                               |                                         |                                         |
| 22 квітня                               | Вашингтон                               | 4                                       | 10                                      | Нью-Джерсі                              |                                         |                                         |
| 24 квітня                               | Вашингтон                               | 4                                       | 1                                       | Нью-Джерсі                              |                                         |                                         |
| 26 квітня                               | Нью-Джерсі                              | 3                                       | 1                                       | Вашингтон                               |                                         |                                         |
| 28 квітня                               | Вашингтон                               | 7                                       | 2                                       | Нью-Джерсі                              |                                         |                                         |
| 30 квітня                               | Нью-Джерсі                              | 3                                       | 2                                       | Вашингтон                               |                                         |                                         |
| Нью-Джерсі виграв серію 4:3.            |                                         |                                         |                                         |                                         |                                         |                                         |

Конференція Кларенса Кемпбела
| Детройт Ред-Вінгс та Сент-Луїс Блюз | Детройт Ред-Вінгс та Сент-Луїс Блюз | Детройт Ред-Вінгс та Сент-Луїс Блюз | Детройт Ред-Вінгс та Сент-Луїс Блюз | Детройт Ред-Вінгс та Сент-Луїс Блюз | Детройт Ред-Вінгс та Сент-Луїс Блюз | Детройт Ред-Вінгс та Сент-Луїс Блюз |
| Дата                                | Господарі                           | Господарі                           | Гості                               | Гості                               | Примітки                            |                                     |
| ----------------------------------- | ----------------------------------- | ----------------------------------- | ----------------------------------- | ----------------------------------- | ----------------------------------- | ----------------------------------- |
| 19 квітня                           | Сент-Луїс                           | 4                                   | 5                                   | Детройт                             |                                     |                                     |
| 21 квітня                           | Сент-Луїс                           | 0                                   | 6                                   | Детройт                             |                                     |                                     |
| 23 квітня                           | Детройт                             | 3                                   | 6                                   | Сент-Луїс                           |                                     |                                     |
| 25 квітня                           | Детройт                             | 3                                   | 1                                   | Сент-Луїс                           |                                     |                                     |
| 27 квітня                           | Сент-Луїс                           | 3                                   | 4                                   | Детройт                             |                                     |                                     |
| Детройт виграв серію 4:1.           |                                     |                                     |                                     |                                     |                                     |                                     |

| Калгарі Флеймс та Едмонтон Ойлерс | Калгарі Флеймс та Едмонтон Ойлерс | Калгарі Флеймс та Едмонтон Ойлерс | Калгарі Флеймс та Едмонтон Ойлерс | Калгарі Флеймс та Едмонтон Ойлерс | Калгарі Флеймс та Едмонтон Ойлерс | Калгарі Флеймс та Едмонтон Ойлерс |
| Дата                              | Господарі                         | Господарі                         | Гості                             | Гості                             | Примітки                          |                                   |
| --------------------------------- | --------------------------------- | --------------------------------- | --------------------------------- | --------------------------------- | --------------------------------- | --------------------------------- |
| 19 квітня                         | Едмонтон                          | 3                                 | 1                                 | Калгарі                           |                                   |                                   |
| 21 квітня                         | Едмонтон                          | 5                                 | 4                                 | Калгарі                           | OT                                |                                   |
| 23 квітня                         | Калгарі                           | 2                                 | 4                                 | Едмонтон                          |                                   |                                   |
| 25 квітня                         | Калгарі                           | 4                                 | 6                                 | Едмонтон                          |                                   |                                   |
| Едмонтон виграв серію 4:0.        |                                   |                                   |                                   |                                   |                                   |                                   |

### Півфінали
| Конференція Принца Уельського      | Конференція Принца Уельського      | Конференція Принца Уельського      | Конференція Принца Уельського      | Конференція Принца Уельського      | Конференція Принца Уельського      | Конференція Принца Уельського      |
| Бостон Брюїнс та Нью-Джерсі Девілс | Бостон Брюїнс та Нью-Джерсі Девілс | Бостон Брюїнс та Нью-Джерсі Девілс | Бостон Брюїнс та Нью-Джерсі Девілс | Бостон Брюїнс та Нью-Джерсі Девілс | Бостон Брюїнс та Нью-Джерсі Девілс | Бостон Брюїнс та Нью-Джерсі Девілс |
| Дата                               | Господарі                          | Господарі                          | Гості                              | Гості                              | Примітки                           |                                    |
| ---------------------------------- | ---------------------------------- | ---------------------------------- | ---------------------------------- | ---------------------------------- | ---------------------------------- | ---------------------------------- |
| 2 травня                           | Нью-Джерсі                         | 3                                  | 5                                  | Бостон                             |                                    |                                    |
| 4 травня                           | Нью-Джерсі                         | 3                                  | 2                                  | Бостон                             | OT                                 |                                    |
| 6 травня                           | Бостон                             | 6                                  | 1                                  | Нью-Джерсі                         |                                    |                                    |
| 8 травня                           | Бостон                             | 1                                  | 3                                  | Нью-Джерсі                         |                                    |                                    |
| 10 травня                          | Нью-Джерсі                         | 1                                  | 7                                  | Бостон                             |                                    |                                    |
| 12 травня                          | Бостон                             | 3                                  | 6                                  | Нью-Джерсі                         |                                    |                                    |
| 14 травня                          | Нью-Джерсі                         | 2                                  | 6                                  | Бостон                             |                                    |                                    |
| Бостон виграв серію 4:3.           |                                    |                                    |                                    |                                    |                                    |                                    |

| Конференція Кларенса Кемпбела        | Конференція Кларенса Кемпбела        | Конференція Кларенса Кемпбела        | Конференція Кларенса Кемпбела        | Конференція Кларенса Кемпбела        | Конференція Кларенса Кемпбела        | Конференція Кларенса Кемпбела        |
| Едмонтон Ойлерс та Детройт Ред-Вінгс | Едмонтон Ойлерс та Детройт Ред-Вінгс | Едмонтон Ойлерс та Детройт Ред-Вінгс | Едмонтон Ойлерс та Детройт Ред-Вінгс | Едмонтон Ойлерс та Детройт Ред-Вінгс | Едмонтон Ойлерс та Детройт Ред-Вінгс | Едмонтон Ойлерс та Детройт Ред-Вінгс |
| Дата                                 | Господарі                            | Господарі                            | Гості                                | Гості                                | Примітки                             |                                      |
| ------------------------------------ | ------------------------------------ | ------------------------------------ | ------------------------------------ | ------------------------------------ | ------------------------------------ | ------------------------------------ |
| 3 травня                             | Детройт                              | 1                                    | 4                                    | Едмонтон                             |                                      |                                      |
| 5 травня                             | Детройт                              | 3                                    | 5                                    | Едмонтон                             |                                      |                                      |
| 7 травня                             | Едмонтон                             | 2                                    | 5                                    | Детройт                              |                                      |                                      |
| 9 травня                             | Едмонтон                             | 4                                    | 3                                    | Детройт                              | OT                                   |                                      |
| 11 травня                            | Детройт                              | 4                                    | 8                                    | Едмонтон                             |                                      |                                      |
| Едмонтон виграв серію 4:1.           |                                      |                                      |                                      |                                      |                                      |                                      |

### Фінал Кубка Стенлі
| Едмонтон Ойлерс та Бостон Брюїнс | Едмонтон Ойлерс та Бостон Брюїнс | Едмонтон Ойлерс та Бостон Брюїнс | Едмонтон Ойлерс та Бостон Брюїнс | Едмонтон Ойлерс та Бостон Брюїнс | Едмонтон Ойлерс та Бостон Брюїнс | Едмонтон Ойлерс та Бостон Брюїнс |
| Дата                             | Господарі                        | Господарі                        | Гості                            | Гості                            | Примітки                         |                                  |
| -------------------------------- | -------------------------------- | -------------------------------- | -------------------------------- | -------------------------------- | -------------------------------- | -------------------------------- |
| 18 травня                        | Бостон                           | 1                                | 2                                | Едмонтон                         |                                  |                                  |
| 20 травня                        | Бостон                           | 2                                | 4                                | Едмонтон                         |                                  |                                  |
| 22 травня                        | Едмонтон                         | 6                                | 3                                | Бостон                           |                                  |                                  |
| 24 травня                        | Едмонтон                         | 3                                | 3                                | Бостон                           |                                  |                                  |
| 26 травня                        | Бостон                           | 3                                | 6                                | Едмонтон                         |                                  |                                  |
| Едмонтон виграв серію 4:0.       |                                  |                                  |                                  |                                  |                                  |                                  |

## Статистика

### Найкращі бомбардири плей-оф
| Гравець          | Команда           | І  | Г  | П  | О  |
| ---------------- | ----------------- | -- | -- | -- | -- |
| Вейн Грецкі      | Едмонтон Ойлерс   | 19 | 12 | 31 | 43 |
| Марк Мессьє      | Едмонтон Ойлерс   | 19 | 11 | 23 | 34 |
| Ярі Куррі        | Едмонтон Ойлерс   | 19 | 14 | 17 | 31 |
| Еса Тікканен     | Едмонтон Ойлерс   | 19 | 10 | 17 | 27 |
| Кен Лінсман      | Бостон Брюїнс     | 23 | 11 | 14 | 25 |
| Гленн Андерсон   | Едмонтон Ойлерс   | 19 | 9  | 16 | 25 |
| Боб Проберт      | Детройт Ред-Вінгс | 16 | 8  | 13 | 21 |
| Рей Бурк         | Бостон Брюїнс     | 23 | 3  | 18 | 21 |
| Адам Оутс        | Детройт Ред-Вінгс | 16 | 8  | 12 | 20 |
| Патрік Сундстрем | Нью-Джерсі Девілс | 18 | 7  | 13 | 20 |